# ماري إل. بيج
ماري إل. بيج (بالإنجليزية: Mary L. Page)‏ هي مهندسة معمارية أمريكية، ولدت في 27 يناير 1849 في ميتامورا في الولايات المتحدة، وتوفيت في 21 أكتوبر 1921 في كانساس سيتي في الولايات المتحدة.